# Estación de Griñón
Griñón es una estación ferroviaria situada en el municipio homónimo, en la provincia de Madrid. En la actualidad las instalaciones se encuentran cerradas al público y no ofrecen servicio de viajeros.

## Situación ferroviaria
Según Adif la estación se encuentra en el punto kilométrico 28,6 de la línea férrea 500 de la red ferroviaria española que une Madrid con Valencia de Alcántara, entre las estaciones de Humanes y de Illescas. Este kilometraje se corresponde con el trazado clásico entre Madrid y la frontera portuguesa por Talavera de la Reina y Cáceres. El tramo es de vía única y está sin electrificar.

## Historia
La estación fue inaugurada el 20 de junio de 1876 con la apertura al tráfico del tramo Madrid-Torrijos de la línea que pretendía conectar la capital de España con Malpartida de Plasencia, buscando así un enlace con la frontera portuguesa más directo al ya existente por Badajoz. Las obras corrieron a cargo de la Compañía del Ferrocarril del Tajo. En 1880 dicha compañía pasó a ser conocida bajo las siglas MCP, que aludían al trazado Madrid-Cáceres-Portugal una vez finalizadas las obras de las líneas Madrid-Malpartida, Malpartida-Cáceres y Cáceres-Frontera.